# George Edward Pendray
George Edward Pendray (Omaha; 25 de julho de 1915 – Cranbury, 20 de setembro de 1987) Ele foi um Norte americano, relações públicas, autor, editor, executivo e precursor na promoção de foguetes e voos espaciais, além de ter criado um dispositivo de cápsula do tempo "moderno" para a Westinghouse que foi usado na Feira Mundial de Nova Iorque de 1939–40, e a palavra laundromat (que virou sinônimo de lavanderia), também para a Westinghouse.

## Trabalhos
Pendray usava o pseudônimo de "Gawain Edwards" apenas eventualmente.
- The Earth Tube, 1929
- A Rescue From Jupiter, 1932
- Men, Mirrors and Stars, 1935
- Book of Record of the Time Capsule, 1938
- City Noise, 1940; with Esther Goddard
- The Coming Age of Rocket Power, 1945
- Rocket Development 1948; co-editors Robert Goddard and Esther Goddard.
- The Guggenheim Medalists, 1964
- The Papers of Robert H. Goddard, 3 volumes, 1970; co-edited with Esther Goddard.